# デジタル市場法
デジタル市場法（デジタルしじょうほう、英: Digital Markets Act、略称: DMA）は、大企業の市場支配力の濫用を防ぎ、新規参入を可能にすることで、欧州のデジタル市場における競争の高度化を図ることを目的とする、欧州連合 (EU) の規則である。指定されたゲートキーパーの義務を定め、違反した場合には、全世界売上高の10%を上限とする罰金などの制裁措置が講じられる。
この規制の対象となるのは、欧州連合内で運営されている最大規模のデジタルプラットフォームである。これらのプラットフォームは、一部のデジタル分野において市場で「持続的な」地位を占めていることや、ユーザー数、売上高、資本金などに関する一定の基準を満たしていることから、「ゲートキーパー」とも呼ばれている。ゲートキーパーのリストはまだ発表されていないものの、「ビッグテック」、つまりGAFAM（グーグル、アマゾン、フェイスブック、アップル、マイクロソフト）がこの法律の主要な対象になる可能性が高いが、それだけには限られない。
義務のリストには、同じ企業に属する2つの異なるサービス（たとえば、FacebookとWhatsapp）から収集されたデータを結合することの禁止や、プラットフォームのビジネスユーザー（広告主とパブリッシャーを含む）の保護に関する規定、プラットフォームが自社製品を宣伝するために使用する自己優遇手段に対する法的措置（Google検索を使用した際のGoogle製品を優遇した検索結果）、一部のサービスのプレインストールに関する条項（Google Android）、バンドル慣行に関連する規制、相互運用性を確保するための規定、ポータビリティ、およびプラットフォームの企業およびエンドユーザーによるデータへのアクセスを確保するための規定などが含まれている。
デジタル市場法とデジタルサービス法は対になっており、両規則ともにデジタル単一市場戦略 (DSA戦略) の一環で制定され、EU域外の大規模デジタル・プラットフォーム事業者に対する規制を目的とする。欧州委員会は、「勝者がすべてを手にする」という構図がしばしば見られる、高度に集中したデジタル欧州市場において、公正な競争水準（公平な競争の場）を保証することを目指している。
デジタル市場法は、8つの異なるセクターを対象としており、これらはコア・プラットフォーム・サービス（CPS）とも呼ばれている。これらのCPS、つまりオンライン検索エンジン（例： Google検索）、オンライン仲介サービス（例： Google Play、App Store）、ソーシャルネットワーク、ビデオ共有プラットフォーム（例：YouTube）、コミュニケーションプラットフォーム（例：WhatsApp、Gmail）、広告サービス、オペレーティングシステム（例：Google Android）、クラウドサービスは、市場の競争性に一定の影響を与えるゲートキーパーの存在により、欧州委員会から問題視されている。
この提案は、2020年12月15日に欧州委員会から欧州議会および欧州連合理事会に提出された。DMAは、デジタルサービス法（DSA）  とともに、「欧州のデジタルの未来を形作る」と題された欧州デジタル戦略の一部である。DMAは、フォン・デア・ライエン委員会のメンバーとして、デジタル時代に適合した欧州を担当する欧州委員会の上級副委員長であるマルグレーテ・ベステアーと、 域内市場担当のティエリー・ブルトン委員によって発表された。
2022年7月5日に欧州議会で採択、同7月18日に欧州連合理事会で採択:2、同9月14日に正式な署名が完了して成立し、同11月1日に発効した。2023年5月頃施行予定。

## 歴史的背景
デジタル・プラットフォームに限定せず、企業・団体全般の公正な競争ルールは欧州連合競争法にて規定されている。欧州連合競争法は欧州連合機能条約 (TFEU) 第101条および第102条を法源とする。TFEU 第101条では、加盟国間の取引に影響を与えたり、共通市場における競争を減退させる可能性のある反競争的な協定や協調行為を規制している。一方、TFEU 第102条は優越的地位の濫用を取り締まることを目的としている。欧州および各国の当局は、これらの対象となっていない構造的な問題を考慮して、現行の法律を強化する必要性を指摘している。さらに、欧州連合司法裁判所（CJEU）の判例法は、その動的な性質と最新の判決によってもたらされた明確化を考慮すると、言及されるべき重要な側面でもある。
デジタル市場法は、行政機関である欧州委員会で委員長を務めたジャン＝クロード・ユンケル (任期: 2014 -2019年) の下、ユンケル委員会が推進したデジタル単一市場戦略 (DSM戦略) の一環である。基本条約の一つであるEU機能条約 (TFEU) 第26条では、人・モノ・サービス・資本の域内自由移動を目的に掲げており、これを阻むデジタル関連の障害を取り除く側面がDSM戦略にある:2。DSM戦略に基づいて発表された法案は30本あり、うち28本がユンケルの任期中に成立している:2。これらの法整備は、欧州のデジタル分野における長期的な戦略の実施に貢献している。例えば、これらの修正は、コネクティビティ、データ経済、デジタル公共サービスを促進するために指定された35の新しい措置の実施につながり、また、統合的な方法でデジタル分野における権利を強化することを目的としている。
EUのデジタル関連法の中で最も重要なものの一つは、EUの著作権ルールによって代表される。これにより、33の分野における労働者の保護、支払い、正当な認識が可能となり、創造性に報い、クリエイティブな分野への投資を促進することを目的としている。もう1つの関連する成果は、2016年のGDPRの導入であると考えることができる。この規制は、個人データの利用と流通に関する欧州の新たな枠組みを定めたものであり、主要なデジタルプレイヤーに大きな影響を与えている。さらに、オンラインプラットフォーム上の中小企業や取引業者にとっての、公正で透明性のある予測可能なビジネス環境を構築するために、企業間取引慣行（Platform to Business, P2B）に関する通称「P2B規則」(Regulation (EU) 2019/1150) が制定されている。2020年7月に発効したP2B規則は、不公正な行為による市場の歪みを防ぎ、健全な競争を促すことを目的としている。

## デジタル市場法の目的
デジタル市場法は、特にビッグ・テック企業を対象としている。DMAは、おそらくはApple、Google、Facebook、Amazonを含む、ユーザー数、資本金、市場支配力、売上高に応じた特定のプラットフォームを「ゲートキーパー」として分類し、新たな義務を課すことを提案した。大企業が市場支配力を乱用することを防ぎ、中小企業や新規参入者が市場に参入できるようにすることを目的としている。

### デジタル市場法の理論的根拠
2020年12月、欧州委員会は、消費者福祉を保護し、欧州連合のデジタル市場における公平な競争条件を回復することを意図してデジタル市場法案を発表した。現在、経済は、オンラインプラットフォームを通じて行われる活動によって大部分が牽引されている。少数のオンラインプラットフォームが、何百万もの個人や企業の生活において重要な役割を果たすようになっている。プラットフォームは、消費者と企業の間の取引のかなりの部分を仲介しているため、多くの企業がこれらの重要なプラットフォームに極度に依存しているのである。
下の表を見ると、EUのデジタル市場は、GoogleやFacebookなどの企業が特定の市場セグメントのほぼ全体を支配しており、高い集中度に直面していることがわかる。過去には、イノベーションによって市場勢力が再編され、潜在的な競争相手の参入が容易になることを示す例もあった。例えば、FacebookはMySpaceに取って代わり、GoogleはAltaVistaを凌駕し、 MSNメッセンジャーはインターネットで使用される主要な通信プラットフォームとして追い抜かれた。しかし、MySpaceやAltaVistaの支配的な地位は数年しか続かなかった一方、GoogleやFacebookは時間をかけて支配的な地位を確立したようである。デジタル経済の専門用語では、これらの企業はデジタル仲介プラットフォームとして定義されており、オンライン経済活動の中核を成している。つまり、プラットフォームは、市場のさまざまな側面（通常は消費者またはエンドユーザーとビジネスユーザー）の経済主体のグループ間の相互作用をリンクし、促進するのである。
| セクター                     | 支配的企業                                          | EU市場のシェア                         |
| ---------------------------- | --------------------------------------------------- | -------------------------------------- |
| デスクトップOS               | Microsoft Windows                                   | 78％                                   |
| ウェブブラウザ               | Google Chrome                                       | 60％                                   |
| 検索                         | Google検索                                          | 95％                                   |
| ソーシャルメディア           | Facebook                                            | 90％                                   |
| Eコマース                    | Amazon                                              | ユーザーの30％のシェア、市場収益の60％ |
| 旅行/予約                    | Booking.com                                         | 35％                                   |
| ビデオストリーミング         | Netflix 、 Amazon Prime Video 、 HBO 、 Sky 、 Dazn | 市場収益の90％                         |
| オーディオストリーミング     | Spotify Apple Music/Amazon                          | 55％ 25％                              |
| モバイルOS（グローバル市場） | Google Android Apple iOS                            | 72％ 27％                              |

デジタルプラットフォームの中には、特にGAFAMのようにゲートキーパー機能を持っているものもある。ゲートキーパーとは、仲介プラットフォームが、他の場所では到達できない多数の市場参加者に対する主要な「ボトルネック」として機能する能力のことを指す。その背景には、(1)供給側の重要な規模の経済、(2)需要側の強い直接・間接的ネットワーク効果、(3)データに基づく競争優位性、(4)高いイノベーション率、(5)生態系全体を構成するコングロマリットの発展、などの市場原理がある。さらに、これらの要素が組み合わさることで、「勝者が最も多くを手にする」シナリオに沿った市場力学が生じる可能性がある。
例として、（消費者ベースで）大きなOSと小さなOSで形成されているモバイル・オペレーティング・システム（OS）の仮定的な市場を考えることができる。特定のOSを使用する人の数が多いほど、アプリ開発者にとってそのOSは魅力的であるという仮定に従うと、このような状況では、最大規模のOSはより強い間接的ネットワーク効果の恩恵を受けることになる。つまり、開発者は、より多くの顧客層とより大きな市場にリーチできるため、自分のアプリに最大のOSを採用する傾向がある。このような要因から、大規模OSと小規模OSが提供する利益の差は、時間の経過とともに大きくなると予想される。また、大規模OSは、競合他社よりも多くのデータを収集・処理し、品質の向上を支える側面もある。これと並行して、小さなOSは、顧客とアプリ開発者の両方にとって魅力がなくなり、最終的には市場から消えて、大きなOSがすべてを手にすることになるだろう。MicrosoftのExperiences and Devices部門の現Corporate Vice PresidentであるJoe Belfioreによると、Microsoftがモバイル市場から撤退することになった理由の一つは、自社のOSに十分な数のアプリメーカーを引き付けることができなかったことである。
ここ数年、一部のデジタル巨人の経済的な力に関して、世界中の当局から深刻な懸念が表明されている。欧州では、欧州委員会が、EU競争法における長年の執行経験を背景に、これらの仲介プラットフォームの一部が、それぞれの市場セグメントにおいて「ゲートキーパー」または「ストラクチャリング・プラットフォーム」と見なされる可能性があることを指摘している。さらに、ビッグテック企業が、（既存の市場における）支配的な地位を固定し、その影響力のレベルを高め、新しい活動分野で主導的な地位を得るために、その市場力と交渉力を違法に利用する可能性があるという懸念を表明している。したがって、これは、コアサービスや補助的サービスにおける既存企業に不当な利益をもたらし、競争を歪め、長期的には価格の上昇や選択肢の減少を通じて消費者に損害を与えるものと解釈することができる。 EU競争法の下では、「支配的地位」に到達することは決して違法とは見なされず、「勝者が最も多くを手にする」シナリオを意味するわけでもない。しかし、支配的な地位を固定したり、第三者に不当な条件を課したりする行為は、違法として扱われる可能性がある。
このアプローチの背景にある経済学は、企業の行動によって生み出される効果が、競争を促進する結果と同時に反競争的な結果をもたらすことが多いことを考慮すると、必ずしも単純ではないことに留意する必要がある。ある特定のデジタルプラットフォームが、消費者に幅広い製品やサービスを提供することで、支配的な地位を占めるコア市場から別の関連市場へと拡大することを決定した場合、これはバンドルの例とみなされるかもしれない。 マイクロソフト社の場合、クラウド型のOfficeソフトウェアにTeamsがバンドルされたことで、Microsoft OfficeソフトウェアのすべてのユーザーがMicrosoft Teamアプリケーションを自由に利用できるようになった。これは一方では、共通の事業者が提供するさまざまな製品間の相乗効果を高めることになるため、消費者にメリットをもたらすことができる。一方で、同じ行為は、効率的なニッチ競争相手の排除につながる可能性もあり、補完的な製品の効率的な提供者に影響を与えたり、潜在的な競争相手が市場に参入するのを妨げたりして、結果的にマイクロソフトの成長の犠牲として市場を封鎖することになる。
したがって、ゲートキーパーの行動によって発生する経済的影響は、その選択が様々な価値、権利、利益のセットに依存していることを考慮して、トレードオフの形で解釈することができる。上記のトレードオフ傾向の例は、短期間の競争と長期的な競争の関係と考えることができる。したがって、マイクロソフトの前述のバンドル行為を再確認すると、短期的には消費者厚生が向上する可能性があるが（短期的な競争）、同時に、競争が減少し、マイクロソフトがさらなる革新を行うインセンティブの欠如により、長期的には消費者に悪影響を与える可能性もある。さらに、別の考えられるトレードオフは、競争とイノベーションの間の関係性から派生する可能性がある。ゲートキーパーによる新興企業の買収は、前者によってもたらされた基礎的なイノベーションの開発および/または普及に貢献する可能性があるが、これは長期的には消費者に不利益となる可能性がある。
デジタル市場法に関する提案は、デジタル市場の競争性を高め、高い水準の公正さを確保することを目的としている。欧州委員会は、このような明確な目的を設定することにより、既存企業よりも新規参入者の活動や発展を促進することで、イノベーションを促進しようとしている。DMAは、一方ではゲートキーパーの行動範囲を制限することを意図しているが、同時に、既存企業に競争への開放を強制しているのである。

### ゲートキーパーを定義する基準
EU競争法は反競争的慣行が実施された場合にのみ適用できるという事実を念頭に、各種文献において、事前規制に関して大規模な議論が開始された。既存のツールの有用性と効率性が疑問視されるようになると、デジタル市場法のリリース前に行われた議論は、ゲートキーパーの特定、義務の設定、およびゲートキーパーに非合法化されるべき潜在的な行為に焦点が当てられた。
同じように、学者たちは、大規模なオンラインプラットフォームが「企業と市民の間のデジタルゲートキーパーとして機能する」という結論に達した。現時点では、この用語の明確な定義は確立されていないが、通常、「オンラインサービスを提供するプラットフォーム（オンラインマーケットプレイスなど）またはオンラインサービスへのアクセスを制御および影響するプラットフォーム（...）であり、それによってエコシステム全体をコントロールし、デジタル分野における競争やイノベーションに強い影響を与える」ものを指すと言うことができる。
このような状況を受け、デジタルサービス法が採択される直前に、欧州委員会は、ゲートキーパが影響を及ぼす市場が公正で競争的な状態を維持できるように、大規模なオンラインプラットフォームを規制する意図を公表した。欧州委員会はデジタル市場法を通じて、現行の競争ルールの限界に対処するための「事前規制手段」の導入を目指したのである。
プラットフォームをデジタルゲートキーパーとして分類するには、定量的条件と定性的条件の組み合わせが必要となる。定量的基準には、「市場シェア、プラットフォームの運用によって影響を受けるユーザーの数、ユーザーがプラットフォームのWebサイトに費やした時間、およびプラットフォームの年間経済的利益」の指標が含まれる。すなわち、以下の側面が分析される。
- 「当該コア・プラットフォーム・サービスが属する企業が、過去3会計年度のEEA年間売上高が65億ユーロ以上、または平均時価総額が650億ユーロ以上であり、少なくとも3つの加盟国でコア・プラットフォーム・サービスを提供していること」[29][出典無効][要ページ番号]。
- 「ビジネスユーザーがエンドユーザーに到達するための重要なゲートウェイとなるコア・プラットフォーム・サービスを運営していること。この基準は、直近の会計年度において、コア・プラットフォーム・サービスのエンドユーザーの月間アクティブ数が4,500万人を超え、かつEU域内で設立されたビジネスユーザーの年間アクティブ数が1万人を超えた場合に満たされるとされる」[29][出典無効][要ページ番号]。
- 「当該事業において、定着した持続的な地位を享受しているか、近い将来にそのような地位を享受することが予見できること。これは、過去3会計年度のそれぞれにおいて、2点目の閾値を満たすことを意味する。」[29][出典無効][要ページ番号]

一方、質的基準は評価が難しいものの、プラットフォームがアクセスをコントロールする能力や、支配的な地位を活用する能力など、いくつかの変数を考慮に入れることができる。検索エンジンやマーケットプレイスとして設計された大規模なプラットフォームは、デジタルゲートキーパーとして認識または言及される可能性があるが、旅行や音楽などの他の活動をテーマとする企業が自動的に同じカテゴリーに含まれるかどうかは明らかではない。立法案ではこれらの閾値を満たす事業について明確に言及されていないものの、GAFAMはDMAの対象となることが予想されている。
同時に、市場調査により、当該基準値の一部のみをカバーするコア・プラットフォーム・サービスの提供者であっても、欧州委員会によりゲートキーパーと認定される可能性があることを明記しておく必要がある。評価を行うにあたり、欧州委員会はこれらの要素の予見可能な発展を考慮しなければならない。
 「定量的閾値を満たすコア・プラットフォーム・サービスの提供者が(…)、欧州委員会が命じた調査措置を著しく遵守せず、その提供者が合理的な期限内に遵守し意見を提出するよう求められたにもかかわらず、その失敗が継続する場合、欧州委員会はその提供者をゲートキーパーに指定する権限を有する」
「量的閾値を満たさないコア・プラットフォーム・サービスの提供者が、欧州委員会が命じた調査措置を著しく遵守せず、その提供者が合理的な期限内に遵守し、意見を提出するよう求められた後もその失敗が継続している場合、欧州委員会は入手可能な事実に基づき、その提供者をゲートキーパーに指定する権限を有する」
デジタル市場法の提案の重要性と革新性に鑑み、複数のステイクホルダーが、デジタルゲートキーパーを特定する目的でテストを適用するためのシナリオを提案した。英国競争市場局は、「戦略的市場地位」を有することが知られている企業に対して事前規制を実施することを提案した。そして、考慮すべき3つの要素として、「規模とスケール」、「他の活動分野で市場力を活用する能力」、「消費者と企業の両方にとってのアクセスポイントの地位を保持していること」を提案した。さらに、Centre on Regulation in Europe（欧州規制センター）は、より詳細な分析を発表し、オンラインプラットフォームが次の4つの累積的な基準を満たす場合、事前規制が適用されるべきであるとしている。すなわち、規模が大きいこと、他の事業者が依存している地位を占めていること、（参入障壁が高いため）持続的なゲートキーパーの地位を有していること、ゲートキーパーがエコシステムをコントロールしていること、である。

## 新しい「事前」規制
デジタル市場法では、ブラックリストに載せるべき行為と、ゲートキーパーとして認定されたプラットフォームが遵守すべき義務のリストを定めている。このリストは、一般的なブラックリスト化された行為（第5条）と、特定が必要なケースバイケースの評価（第6条）の2つの異なる部分に分かれている。
義務と禁止を定義するさまざまな方法は、学者とステイクホルダーの間でいくつかの議論を引き起こした。専門家の中には、反競争的な影響と考えられる正当な理由とのバランスを重視するアプローチを支持する人もいれば、特定の慣行を最初から禁止することを支持する人もいる。De Streelは、新しい義務を次の共通領域に関するものとして分類している。
- 仲介における透明性
- 抱き合わせや自己優先による囲い込み、プラットフォームとデータへのアクセス
- エンドユーザーとビジネスユーザーの移動性
- 不公正な慣行の制限

これらの慣行は、過去の判例法に由来することが多く、欧州委員会によって不公正と見なされている。つまり本提案は、「事後的」なケースを用いて「事前的」な規制を新たに設け、問題を根本から解決しようとしているのである。

### 関連するセクター（コア・プラットフォーム・サービス）
デジタ市場法は、コア・プラットフォーム・サービス（CPS）とも呼ばれる8つの異なるセクターをカバーしている。欧州委員会は、ゲートキーパーの存在が市場の競争力を一定程度妨げていることを問題視している。なお、欧州委員会はゲートキーパーとして認定される企業のリストをまだ公表しておらず、以下のセクションで紹介する企業はすべて可能性のある例にすぎないことには留意する必要がある。
- オンライン検索エンジン（例：Google検索）
- オンライン仲介サービス（例：Google Play、App Store）
- ソーシャルネットワーク（例：Facebook）
- ビデオ共有プラットフォーム（例：YouTube）;
- コミュニケーション・プラットフォーム（例：WhatsApp、Gmail）;
- オペレーティングシステム（例：Google Android）;
- クラウドサービス（例：Google Cloud Platform）
- 広告サービス（例：Google広告）[11][出典無効][7][出典無効]

### 特定されたゲートキーパーに対する新しい義務
- Googleなどの企業がGoogle検索の結果に自社製品をよりよく表示させるために行っている「自己参照」と呼ばれる行為を防ぐ。
- ゲートキーパー企業は、人々の個人データを再利用することも禁止される可能性がある。たとえば、 Facebookは、その子会社であるWhatsAppから取得したデータの使用を制限される可能性がある。
- プラットフォームのビジネスユーザーに対する権利を保証する[5][出典無効]。たとえば、AppleがApp Storeを介して締結されたすべての取引に30％の手数料を課すことを防ぐ可能性がある。
- ゲートキーパーであるプラットフォームが、ビジネスユーザーに対して、プラットフォーム上で最良の条件を提示することを強要することを防ぐ可能性がある（たとえば、Amazonは、Amazon電子書籍市場に最良の条件を適用するように電子書籍発行者に課した）[5][出典無効]。
- 一部のソフトウェアにプリインストールされているアプリケーションを削除する権利に関するルール（Google Androidのケースなど）[5][出典無効]。
- プラットフォームのビジネスユーザー（広告主と発行者を含む）の保護権[5][出典無効]。
- いくつかの抱き合わせ慣行の禁止[11][出典無効][5][出典無効]。
- プラットフォームのビジネスユーザーおよびエンドユーザーに、より高度なデータのポータビリティ、相互運用性、およびデータへのアクセスを確保するための規定[5][出典無効]。
- 新しい義務を遵守しない企業は、全世界の売上高に対して最大10%の罰金を科せられる可能性がある[疑問点 – ノート]。

次の2つのセクションでは、それぞれのルールを詳細に説明し、場合によっては、委員会がそれらを含めることを決定した具体的な例にも言及する。

#### ブラックリストに掲載される行為
このリストは、不公正な取引方法に対処するための7つの義務と禁止事項で構成されている。特定されたゲートキーパーは、その活動分野や個別の特性に関わらず、これらの規定を尊重しなければならない。さらに、本提案の第5条には、オンラインプラットフォームに対する一般的な禁止事項だけでなく、特定の禁止事項も盛り込まれている。
(a) ゲートキーパーが、コア・プラットフォーム・サービス（CPS）から得た個人データを、同じゲートキーパーの他のサービスや第三者から収集したデータと組み合わせることを防ぐ。また、エンドユーザーがゲートキーパーが提供する他のサービスにサインインさせることも防ぐ。ただし、これはエンドユーザーに選択肢を提示し、同意を得た場合のみ可能となる。
異なるソースからの個人データを組み合わせることは、2019年にドイツ競争当局により、Facebookについて判断したケースで違法とされた。同社はまた、2014年にWhatsAppを買収した時点で、FacebookとWhatsAppからのデータを組み合わせることはできないと欧州委員会に通知したとして、2017年5月に110ユーロの罰金を科されている。欧州委員会は、WhatsAppが2016年にサービスのプライバシーポリシーの条件にこのオプションを挿入していたことから、この行為が2014年から行われていた可能性があると判断した。
（b）「ビジネスユーザーが、ゲートキーパーのオンライン仲介サービスを通じて提供されるものとは異なる価格または条件で、サードパーティのオンライン仲介サービスを通じてエンドユーザーに同じ製品またはサービスを提供できるようにする」。
これは、Amazonの電子書籍に関する競争法訴訟ではすでに違法と見なされている。アマゾンは、電子書籍の出版社との契約において、少なくとも他の競合他社に提案した最良の価格または条件を提供するように彼らに課した。この条文は、Booking.comやExpediaなどのオンライン旅行代理店に関する事例からも派生している。
（c）「ビジネス・ユーザーが、コア・プラットフォーム・サービスを介して獲得したエンド・ユーザーに対してオファーを宣伝し、そのためにゲートキーパーのコア・プラットフォーム・サービスを利用するか否かに関わらず、これらのエンド・ユーザーと契約を締結することを許可すること、エンド・ユーザーが、ゲートキーパーのコア・プラットフォーム・サービスを利用せずに当該ビジネス・ユーザーから取得した、ビジネス・ユーザーのソフトウェア・アプリケーションを利用して、コンテンツ、サブスクリプション、機能またはその他のアイテムに、ゲートキーパーのコア・プラットフォーム・サービスを介してアクセス及び利用することを許可すること。」
この種の慣行の法的性格については、現在、AppleのApp Storeと、App Storeを通じて行われたすべてのサブスクリプションに対して課された30％の手数料に関する事件で欧州委員会による調査が行われている。
（d） 「ゲートキーパーの慣行に関連して、ビジネスユーザーが関連する公的機関に問題を提起することを阻止または制限しないこと。」
これは判例法ではない一般的な慣行であるが、ビジネスユーザーが公的機関（欧州委員会など）に懸念事項を提起する権利を保証するものである。
（e）ビジネス・ユーザーが当該ゲートキーパーのコア・プラットフォーム・サービスを使用して提供するサービスの文脈において、当該ゲートキーパーのIDサービスを使用、提供または相互運用することをビジネス・ユーザーに要求しないこと。
抱き合わせ慣行も呼ばれる、ゲートキーパーが、ビジネスユーザーがサービスを提供するときにコアプラットフォームサービスのIDを使用するように強制するのを防ぐ。Googleなどの広告主やパブリッシャーの問題、データ収集の方法などに関連することが多い。
（f）ゲートキーパーとして特定されるプラットフォームの異なるコア・プラットフォーム・サービスの抱き合わせを抑止する。

この抱き合わせ慣行について2018年、GoogleはAndroidに関する決定で欧州委員会から43億ユーロの罰金を科せられている。同社は、Androidのユーザーに、Google検索やGoogle Chromeなどの自身のサービスをプレインストールするように強制することで、EUの競争法に違反した。これはGoogleがインターネット検索の面で支配的な地位を確保した方法である。
（g） 「広告サービスを提供する広告主およびパブリッシャーの要求に応じて、所定の広告の掲載およびゲートキーパーが提供する関連広告サービスのそれぞれについて、広告主およびパブリッシャーが支払った価格、およびパブリッシャーに支払われた金額または報酬に関する情報を提供する。」
この最後の義務は、Googleのデータと広告の慣行に関する欧州委員会の調査に関連している。

#### ケースバイケースの評価
リストの第2部は、第6条に規定されているゲートキーパーの11の義務と禁止事項で構成されている。欧州委員会は、当該ゲートキーパーと共同で評価を行った後、必要な義務を個別に指定することができる。ゲートキーパーとの対話は、第7条5項に記載されているように、有効性と比例性の原則を尊重しなければならない。ほとんどの訴訟は、以前および現在の競争法の訴訟に由来している。
（a） 「コア・プラットフォーム・サービスを利用するビジネス・ユーザー（そのビジネス・ユーザーのエンド・ユーザーを含む）の活動、またはコア・プラットフォーム・サービスを利用するビジネス・ユーザー（そのビジネス・ユーザーのエンド・ユーザーを含む）が提供する活動によって生成された、公開されていないデータを、ビジネス・ユーザーとの競争において使用しないこと。」
このような行為が禁止される可能性があるのは、欧州委員会が調査中のAmazon Marketplace事件に由来している。欧州委員会は、Amazonがビジネスユーザーの「非公開データ」を利用して競合することで、反トラスト規則に違反したと主張している。
（b）エンドユーザーが自社のコア・プラットフォーム・サービスにプリインストールされたアプリケーションをアンインストールする可能性を保証すること。
この義務は、Microsoft ExplorerとGoogle Androidのケースで、欧州委員会が、自社のコアプラットフォームサービスからプリインストールされたアプリをエンドユーザーがアンインストールできるようにすることを強制したことに由来する。
（c）「当該ゲートキーパーのオペレーティングシステムを使用または相互運用する第三者のソフトウェア・アプリケーションまたはソフトウェア・アプリケーション・ストアのインストールおよび効果的な使用を可能にし、当該ゲートキーパーのコア・プラットフォーム・サービス以外の手段でこれらのソフトウェア・アプリケーションまたはソフトウェア・アプリケーション・ストアにアクセスすることを可能にすること。」
この慣行は現在、 Apple AppStoreのケースで調査されている。欧州委員会は、Appleが競合他社に対して、AppStore以外のプラットフォームで潜在的に安い価格で製品を購入できる可能性についてユーザーに通知させないようにしていると考えている。
（d）ゲートキーパー自身または同一企業に属する第三者が提供するサービスおよび製品を、第三者の同様のサービスおよび製品と比較して、ランキングでより有利に扱わず、かかるランキングに公正かつ差別的でない条件を適用すること。
この慣行は、すでにGoogleショッピングのケースで禁止されており、現在はAmazon Buy Boxのケースで調査されている。主に、ある市場の検索結果において、競合他社を犠牲にして自社製品を自己優遇することを指している。
（e）「エンドユーザーが、ゲートキーパーのオペレーティングシステムを使用してアクセスする異なるソフトウェア・アプリケーションおよびサービスを切り替えて利用する能力を技術的に制限しないこと（…）」
これは、Appleの音楽サービスをプロモートする目的で、AppleデバイスでのSpotifyの使用に課せられた制限に関するSpotifyとAppleの間の対立に由来すると見ることができる。
（f）「ゲートキーパーによる付随的サービスの提供において利用可能または使用されているのと同じオペレーティングシステム、ハードウェアまたはソフトウェアの機能へのアクセスおよび相互運用性を、ビジネスユーザーおよび付随的サービスのプロバイダーに認めること」
この規定は、現在、Apple Pay事件で分析されている慣行に由来している。競合他社を犠牲にして自社のデバイスと独自の支払い方法であるApple Payを優遇することで、Appleは現在、委員会に調査されている。
（g）「広告主およびパブリッシャーの要求に応じて、ゲートキーパーのパフォーマンス測定ツールへのアクセス、および広告主およびパブリッシャーが広告インベントリについて独自の検証を行うために必要な情報を、無償で提供すること。」
この条文は、プラットフォームのビジネスユーザー、特に広告主が、ゲートキーパーのプラットフォームに掲載された広告や発行物に関連するデータにアクセスできるようにするものである。FacebookとGoogleがこの条文の主なターゲットになる可能性があり、Amazonもその可能性がある。
（h）「ビジネスユーザーまたはエンドユーザーの活動を通じて生成されたデータの効果的なポータビリティを提供し、特にGDPR（規則EU 2016/679）に沿って、継続的かつリアルタイムのアクセスの提供を含む、データポータビリティの行使を容易にするツールをエンドユーザーに提供するものとする。」
上記の規定は、より一般的なスコープを有しており、特定のケースを中心に作られたものではない。GDPRを補完するものと考えられ、データへのアクセスは「継続的」かつ「リアルタイム」でなければならないことを加えることで、データポータビリティの範囲をより正確にしている。これにより、ユーザー（ビジネスユーザーを含む）へのアクセスと、プラットフォームが生成する最新のデータポータビリティのメリットの両方が保証される。
（i） 「ビジネス・ユーザーまたはビジネス・ユーザーから権限を与えられた第三者に対し、ビジネス・ユーザーおよびビジネス・ユーザーが提供する製品またはサービスに関わるエンド・ユーザーによる関連するコア・プラットフォーム・サービスの利用に関連して提供される、または生成される、集約されたまたは非集約されたデータへの効果的、高品質、継続的、かつリアルタイムなアクセスおよび利用を無償で提供すること。個人データについては、当該ビジネスユーザーが当該コア・プラットフォーム・サービスを通じて提供する製品またはサービスに関してエンドユーザーが行う利用に直接関連する場合、およびエンドユーザーがGDPRの意味での同意をもって当該共有を選択した場合にのみ、アクセスおよび利用を提供する。」
条文（h）と同様、この条文は個々の事件に由来するものではなく、GDPRを補完するものである。プラットフォームで生成されたデータの相互運用性に関して、ビジネスおよびエンドユーザーにより多くの権利を保証するものである。データ相互運用性とは、異なるプラットフォームで生成されたデータに互換性を持たせ、異なるシステムで使用できるようにすることを意味する。
（j）「オンライン検索エンジンのサードパーティ・プロバイダーに対し、その要求に応じて、個人情報を構成するクエリ、クリック及び閲覧データを匿名化することを条件に、エンドユーザーがゲートキーパーのオンライン検索エンジン上で生成した無料及び有料検索に関するランキング、クエリ、クリック及び閲覧データへのアクセスを、公正、合理的かつ無差別に提供すること。」

この条文は、（新しい）競合他社により多くの権利を付与することにより、オンライン検索エンジン市場でのより高度な競争を確保することを特に意図している。これにより、オンライン検索エンジンのプロバイダーは、この分野のゲートキーパー（現在、この分野の市場シェアの95％を集中していることから、おそらくGoogle Search）が作成したデータにアクセスできるようになる。これは、Google Searchのケースや、第5条(d)、あるいはDMAの「ブラックリスト行為」（上記参照）にも関連している。
（k） 「ビジネスユーザーがソフトウェア・アプリケーション・ストアにアクセスする際に、公正で差別のない一般的な条件を適用すること」
この規定は、ゲートキーパーのストアアプリケーション（アプリストア、Google Play ）をターゲットとしており、アプリ開発者とビジネスユーザーの権利を保護することを目的としている。
Björn Lundqvistは、2021年2月に発表した論文で、デジタル市場法の第6条(a)、(h)、(i)に存在するケースバイケースの義務の組み合わせが、データへのアクセスに関して真の「ゲームチェンジャー」になる可能性があると考えている。さらに、デジタル市場法の第6条(a)が、ゲートキーパーが競争上の理由から、一般に公開されていないビジネスユーザーが作成したデータを使用することを防止していることに着目している。同時に、第6条(h)および(i)は、ビジネスユーザーとエンドユーザーがプラットフォーム上で生成したデータへのアクセスとポータビリティに関する権利を保証している。
この著者は、この法案が企業やエンドユーザーのデータへのアクセスという点で大きな変化をもたらすかどうかを知るためには、欧州委員会が潜在的な影響を明らかにする必要があると結論づけている。

### ゲートキーパーに対するその他の義務
その他義務
- 第12条に基づき、ゲートキーパーは欧州委員会に彼らの意図された将来の合併と買収を通知しなければならない。
- 第3条に基づき、ゲートキーパーは、ゲートキーパーと見なされる閾値に達したときに委員会に通知しなければならない（上記の基準に関連するセクションを参照。
- 第13条に基づき、ゲートキーパーとして指定された場合、企業は消費者のプロファイリング技術について独立した監査を実施し、委員会に提出する必要がある。

### 欧州委員会の調査権限と制裁メカニズム
デジタル市場法により、欧州委員会は規制および市場調査の権限を持つことになる。市場調査は、主に次の目的で指定される。
- ゲートキーパーに課せられた義務を特定し、コンプライアンスを監視するために市場調査を実施する（第16条）
- ゲートキーパーを市場するために市場調査を実施する（第15条）
- 第5条・第6条に記載されている義務の対象となる可能性のある新しいサービスと慣行を特定するために、市場調査を実施する（第17条）
- 法案の第V章は、これらの調査を実施するために欧州委員会に一定の権利を与えている
- 違反または体系的な違反の場合のゲートキーパーに対する制裁措置は、ゲートキーパーの全世界売上高の最大10%の制裁金に代表される[疑問点 – ノート][7][出典無効]

## ステイクホルダーの利害

### 潜在的なゲートキーパー

#### Google
Googleと欧州連合の間の緊張は、広告、モバイルオペレーティングシステム、またはショッピング戦略に関連する不公正な慣行に適用される制裁措置によって生み出された。競争法違反のために欧州委員会からGoogleにいくつかの制裁金が科されたが、欧州連合司法裁判所の判決にもかかわらず、「価格の上昇、品質の低下、選択肢の減少、イノベーションの観点からの非効率的な市場の結果」が依然として発生していることを考慮して、DMAはこの領域をより適切に規制することを目指している。
デジタル市場法の主な焦点は、検索エンジン、ソーシャルネットワーク、クラウドコンピューティングサービス、およびオペレーティングシステムを提供する事業者である。Googleは法案が提出された直後に「特定企業を狙い撃ちした規制法」との懸念を表明している。GoogleのEMEA地域のビジネスおよびオペレーション担当プレジデントであるMatt Brittinは、インタビューで次のように述べている。「欧州の消費者がより多くの選択肢を得て、将来必要となる雇用を支え、欧州の企業を支援するためには、ルールを正しく理解することが非常に重要だと考えている」。
特別に名指しされてはいないものの、この法律は欧州での収益が65億ユーロ以上、または欧州全体で4500万人以上のユーザーがいる企業に適用されるため、Googleは厳格な規則の影響を受ける企業の1つである。規則に違反した場合には、全世界の売上高の最大10%の制裁金が科せられる可能性があるため、Googleは、デジタル市場法の下でより良い条件を得るために、ブリュッセルで議員に影響を与えたり、ロビー活動を続けたりすることに大きなインセンティブを有している。
グーグルのレトリックと、その公式見解を形作ろうとする試みは、主に立法行為から生じる可能性のあるリスク、すなわち「欧州人は、より少ない選択肢と、より高価な選択肢にしかアクセスできなくなる」という障害に立脚していた。大手ハイテク企業は、デジタル市場法の弱点を強調しようとしており、これをブラックリストと呼んでいる。その意味するところは、相互運用性の観点から、将来のイノベーションではなく、「最小公倍数」へのインセンティブを生み出すことになるかもしれないということである。
2020年11月、フランス週刊誌 "Le Point" は、デジタル市場法に関するGoogleのリークされたロビー戦略を発表し、いくつかの実践と意図が明らかになった。リークされたGoogleのロビー戦略をまとめると、以下の通りである。
- 欧州議会および欧州委員会といったEUレベルだけでなく、EU加盟各国レベルでもロビー活動を展開する。
- 当規制によって最終的にコストを負うのは、経済全体や消費者だという政治的メッセージを新たに発信する。
- シンクタンクや学術研究者といった外部からもこうしたGoogleのメッセージを発信してもらい、拡散力を強化する。
- 米国政府に対する働きかけも併用する。
- フランスから選出されている欧州委員会のティエリー・ブルトン委員はビッグテック解体をも支持していると目されていることから、ブルトン特別対策を講じる。
- 欧州委員会の部門間で対立を煽る。

ロビー活動専門団体のCorporate Europe Observatoryによると、これらのロビー活動の費用に関して、Googleは2020年上半期に1900万ユーロ以上を費やしている。Googleが配分した金額はすでに相当な水準に達しているにもかかわらず、上に示した数字は、学術的なパートナーシップや法律事務所、あるいは個々の加盟国で行われた活動に関連するすべての取引を含んでいない。
またCorporate Europe Observatoryによると、フォン・デア・ライエン委員会が発足してから2020年12月までに開催されたデジタル市場法案あるいはデジタルサービス法案の会合数は計158回に上り、企業やロビー団体を中心に103の団体が出席した。ただし、3回以上出席したのはわずか13社に留まる。出席回数上位にはトップのGoogleの5回、ほかにもMicrosoftとFacebook (現Meta) の3回がランクインしている。 Appleは2回、Amazonは1回に留まっている。しかし、高官との公式会合のみが宣言または発表されているため、法律の起草に責任を持つ政府関係者への働きかけが言及されていないことが、同調査が直面している限界の1つである。
2020年12月15日に法案が公表されたにもかかわらず、ロビー活動の実践は、欧州委員会から欧州議会と理事会に移されているため、依然として進行中のプロセスを呈している。しかし、欧州委員会の会議について得られたデータを、他の機関が公開している情報と比較すると、透明性がさらに低くなっていることが見て取れる。

#### Apple
デジタル市場法は2020年12月の法案提出段階で、Apple社の自社優先戦略に多大な影響をおよぼす可能性が指摘されていた。Apple社のデバイスには初期インストールされているApple自社アプリがあり、Apple App Store経由でユーザーがダウンロードしてインストールする中小企業が開発したアプリとの間に格差があったためである。デジタル市場法案により、Apple社は、App Storeの検索で自社のアプリケーションが表示される方法を変更し、小規模な開発者にも自社のソフトウェアが消費者にダウンロードされる機会を与えることを余儀なくされる。また、Apple社は、購入した端末にあらかじめ入っているファーストパーティのアプリをアンインストールできるようにしなければならない。このように、GoogleとAppleの両社は制約を受け、その行為はより厳しく規制されることになる。 デジタル市場法の最終提案によると、これらの大手テクノロジー企業は、パフォーマンス指標を広告主やパブリッシャーと無料で共有することを余儀なくされる。
法案提出前の時点でAppleを含む複数企業は、欧州委員会のデジタル市場規制を憂慮し、不正競争に反する企業経営体質を自ら変革する動きも見られた。Apple社に関しては、10月にAPIG（Alliance de la Presse d'Information Générale）に代表されるフランスのパブリッシャー・グループが、App Storeの利用規約に関する懸念を表明した。例えば、Apple社への経済的依存に関する要求として、「iPhoneで利用できるストアはAppStoreのみであるため、コンテンツ・パブリッシャーは、iPhoneでコンテンツを配信するために、アップル社に絶対的な経済的依存をしている状況にある」と述べている。さらに、Apple社がプラットフォーム上のアプリでの販売に課される30％の手数料も批判されており、APIGは市場のさらなる集中を懸念している。これらの指摘に対するApple社の反応は、特に年間売上高が100万ドル未満のアプリ開発者の手数料率を15％に引き下げることに焦点を当てていたが、欧州委員会がデジタル市場法の制定を主張し続ける妨げにはならなかった。
Googleのケースと同様に、Appleは欧州委員会の影響力を制限し、ゲートキーパーの定義から逃れて、さらなる義務を負わないようにしようとしている。しかし、欧州委員会はゲートキーパーが他社の市場へのアクセスを禁止することを依然として禁止したいと考えているため、AppleがApp Store内の自社アプリに不当な条件を設定していると考えているSpotifyやFacebookなどの企業は、欧州委員会の提案を支持しているようである。
デジタル市場法の影響力を制限するためのAppleの戦略は、Googleの場合ほど明確ではなく、また組織化もされていない。しかし、自社の目的が欧州の政府関係者に考慮されるようにするために、同社が行っているいくつかの方法が観察される。 ロビー活動専門団体Corporate Europe Observatoryの調査によると、Apple、Google、Facebookは、独立性を宣言している複数の団体と、その関係を明らかにすることなく連携しているようである。例えば、Center for European Reformのウェブサイトには、企業の寄付者リストが掲載されており、その中にはAppleも含まれているが、Appleはトランスパレンシー・レジスターの項目にこの情報を明記していない。このような状況下で、利益団体、企業、NGO、シンクタンクのネットワークが形成され、ブリュッセルでの立法プロセスを自分たちに有利になるように形成しようとしていることが見て取れる。
ロビー活動への支出に関しては、限られた不完全な情報ではあるが、ブリュッセルにおける個人企業のロビー活動への支出額トップ30のうち、Appleは16位（200万ユーロ以上）に入っていることが確認できる。 800万ユーロの予算を計上しているGoogleと比較しても、Appleは自社の要求を提示するために、欧州の政府関係者へのアクセスにかなりの金額を投じている。

#### Facebook
デジタル市場法は、大企業の影響力を制限し、代替プレイヤーの出現を可能にすることを目的としているため、Facebookもこの法案の対象となっている。他社の場合と同様に、デジタル市場法が導入されれば、不公正な行為は非常に抑制され、さらには禁止されて、競争に悪影響を及ぼすことがなくなる。
しかし、Google、Apple、Amazonとは異なり、Facebookはデジタル市場法案を支持しているようである。 Facebook社は公式声明の中で、EUがアップルの行動に限度を設けることを望んでいると主張している。彼らの声明や彼らが主張する目的を考慮すると、この文脈では、欧州委員会とビッグテック企業の間だけでなく、GAFAMの間にも緊張関係が存在することが観察される。
その背景であるが、Facebookを含む各社とAppleの間では従前から利害対立が存在した。Appleのデバイス上では広告が表示されるが、広告配信者がデバイスユーザーの個人情報を追跡していることから、プライバシー保護の観点でこのような追跡をブロックする機能をAppleが導入したのである。これにより、広告収入型のFacebookなどは痛手を受けることが見込まれた。したがって、デジタル市場法によってAppleの影響力が削がれ、ひいてはFacebookの自社利益につながるとの期待から、Facebookはデジタル市場法賛成の立場を表明したのである。Appleの反応は非常に手厳しく、Facebookが「侵略的な追跡」を行なっていると非難した。このように、デジタル市場法をめぐる議論では、「競合他社」の違法行為を批判することに重点が置かれたため、ビッグテック企業間の緊張関係がさらに高まり、法案の範囲から逸脱し始めることになった。

#### Amazon
Amazonはデジタル市場法を歓迎し、その立場によれば、同社は他のGAFAMメンバーほどデジタル市場法について懸念していないという。これは、GoogleやAppleの場合と比較して、デジタル市場法がAmazonに影響を与える可能性があるのは次の3つの側面のみであるという事実によって説明できる。
- Amazonは、ビジネスユーザーが、Amazonが提供するものとは異なる価格や条件で、同じ商品やサービスをエンドユーザーに提供することを認める義務を負う可能性がある（デジタル市場法第5条(b)）[疑問点 – ノート]
- Amazonは、公開されていない競合他社のデータを使用しないよう義務付けられる可能性がある（デジタル市場法第6条(a)）[疑問点 – ノート]
- Amazonは、自らが提供するサービスや商品を有利に扱わない義務を負う可能性がある（デジタル市場法第6条(d)）[疑問点 – ノート]

デジタル市場法案作成数か月前の時点の内容に基づくと、プラットフォーム上でホストしている競合他社からの非公開データの使用の禁止や、自社製品を競合他社の製品よりも上位に表示することの禁止は、Amazonに影響を与える可能性がある。また、Amazonがロビー活動に175万ユーロ超を費やしたことや、複数のシンクタンクのメンバーになったことを考慮すると、これらの点は、Amazonに当該法案の最終版に関する交渉を決意させたものであると言える。

#### Microsoft
他の大手ハイテク企業と比較して、Microsoftは最も目立たない存在であり、デジタル市場法についてメディアや新聞を使って意見を表明していない。マイクロソフトが公に行った唯一のことは、欧州委員会の協議に対応することであった。Microsoftは法案が提出される前段階の2020年9月、公式声明を発表している。この公式声明内でMicrosoftは「市場参入障壁の高さ」と「ユーザーの囲い込み度や他サービスへの乗換コストの高さ」の2要件を元に、デジタル市場法の規制対象サービスを選定すべきではないかと提案している。他方では、事前規制の施行のための特定のEU規制機関が導入されるべきということである。また、Caffara＆Mortonによると、デジタル市場法の下でMicrosoftに影響を与える可能性のある唯一の義務は、エンドユーザーがプリインストールされているソフトウェアアプリケーションを削除できるようにすることである。

### 非ゲートキーパー企業

#### ゲートキーパーの狭い定義
提案が発表される前に、企業をゲートキーパーとして指定するために必要な基準に関連する議論があった。より一般的な論点として、最も重要な指標の1つは、デジタル市場法の影響を受ける企業の数だと考えられている。欧州委員会がゲートキーパーについての狭い定義を適用しているため、一部の企業（特に米国の「ビッグテック」や「GAFAM」）のみが当該法案の対象となる可能性がある。

#### AirbnbとBooking.com
短期宿泊市場での重要なポジションにより、AirBnBとBooking.comは法律の潜在的なターゲットとなった。実際に、「短期宿泊」に指定された住宅の50％以上がAirBnBに掲載されており、Booking.comには約1/3が掲載されている。したがって、ゲートキーパーとしてのラベル付けの可能性については長い間議論されており、各社は自分たちがこのカテゴリーに含まれない理由を説明し、自己弁護している。さらにBooking社は、自社が世界的な成功を収めている数少ない欧州企業の一つであり、この分野で最も支配的なアクターではないため、大企業との競争におけるインセンティブを削がれるべきではないと主張した。

#### Spotify
2020年の音楽配信市場において、約1/3のシェアを持つSpotifyは、Apple Musicが約15%のシェアで第2位であることから、この分野では圧倒的な存在感を示している。しかしVOX EUの分析によると、Spotifyは欧州委員会が定めた基準を満たしていないようである。アメリカ合衆国のシンクタンクICLEのエコノミストであるDirk Auerは、この法案は欧州企業を保護するためのものであり、その基準はSpotifyをはじめとするヨーロッパの主要ハイテク企業を除外することを意図していると述べている。この法律の対象となる欧州企業はおそらくSAPだけだと考えられるが 、TwitterやUberのようなアメリカの大手プラットフォームも、その重要な市場ポジションにもかかわらず、この法律の対象となっていない。

### EU加盟国の反応

#### フランス
欧州委員会によるデジタル市場法案提出から遡ること2か月前、フランス政府は巨大なハイテク企業が自社のサービスを優遇したり、ライバルを追い出したり、支配的な地位を維持したりすることを防ぐために、自国でより厳格な競争ルールを課すことへの意欲を表明した。また法案提出直後の2020年12月16日、フランス政府は2022年初頭までに法案が可決されるべきだと主張して法案支持の立場を明らかにした
それにもかかわらず、フランスは、デジタル市場の絶え間ない変化に対応するために、デジタル市場法を通じて規則を採択する可能性に依拠したいと考えている。
フランス政府は、GAFAMへの規制強化を公に支持していることで知られており、2019年に通称「GAFA税」を導入し、この税はトランプ政権との緊張の源となっている。

#### ドイツ
ドイツ連邦政府は、デジタル市場法案を歓迎した。現在の欧州の法的枠組みは十分に強力ではなく、執行措置もデジタルプラットフォームに対して強化されなければならないとドイツ連邦政府は考えている。他方で、ドイツの主な関心事は依然として中小企業の保護であり、新しい規則の範囲からそれらを除外することを意図している。

#### オランダ
2020年10月、オランダ政府はフランスおよびベルギーと共同で、支配的地位の濫用および反競争的慣行を避けるために、競争ルールのより厳格な執行に対する意欲を表明した。
2021年2月17日、オランダ政府はデジタル市場法に関する公式の見解を発表し、その目的が自国の立場と一致していることを考慮して、関連するイニシアチブを歓迎した。

#### アイルランド
アイルランド政府は、2020年9月8日、デジタルサービス法パッケージのために開催されたパブリックコンサルテーション中にその立場を発表した。彼らの声明によると、アイルランド当局は、支配的地位を占めることは違法ではないと説明しており、「ゲートキーパー」の定義を評価することをに積極的ではない。さらに、彼らはまた、この特定の側面が消費者福祉の低下を意味するものではなく、デジタル市場への革新や新たな参入を妨げるものではないことも強調している。
デジタル市場法の対象となる可能性が高い企業の多くは、アイルランドに欧州の本社を置いている。アイルランド政府がビッグテック企業に対して実施したアプローチは、欧州連合内でしばしば議論の的となっている。2016年、欧州委員会はアイルランドがAppleに「違法な税制上の優遇措置」を与えたと非難した。欧州司法裁判所はAppleに有利な判決を下したが、欧州委員会はその判決に対して上訴する意向を表明した。

### EU域外の各国の立場

#### アメリカ合衆国
欧州委員会が発表した提案では明示的に言及されていないが、GAFAMとも呼ばれるアメリカの「ビッグ・テック」（Google、Amazon、Facebook、Apple、Microsoft）は、この法律の（唯一ではないにしても）主なターゲットになる可能性が高い。米国政府が欧州デジタル市場における米国の巨大なハイテク企業の主張を擁護するかどうかは未解決の問題であるため、バイデン政権の公式の立場は重要なステップとなるだろう。
デジタル市場法案は、バイデン政権下のEUと米国が、トランプ大統領時代に緊張が高まった後、より良い関係を再構築したいと考えている状況で出されたものである。欧州委員会は、EUと米国が有害であると考えるオンラインプラットフォームとビッグテックの支配的な立場に対処するための協力の必要性を強調している。2021年1月、欧州委員会委員長のウルズラ・フォン・デア・ライエンは、米国大統領に就任したばかりのバイデンと欧州連合が、ハイテク企業の規制に関して同じ立場を共有するとの見立てを述べた。フォン・デア・ライエンは2021年2月、デジタル市場法やデジタルサービス法といったデジタル経済の諸法令成立に向け、既に欧州連合で行われている実現の取り組みに米国も歩調を合わせることで、このような法制度がEU域外にも広く展開しうるとして、米国との協調関係を重視する演説をミュンヘン安全保障会議で行っている。
デジタル市場法に関するバイデン政権の公式の立場はまだ公に知られていないが、いくつかのデジタル技術プラットフォームの支配的な立場についての同じ議論が米国でも高まっている。2020年12月には、米国連邦取引委員会 (FTC) と米国の46州によって、その支配的な地位を濫用し、数年間反競争的行為を行ったとして、Facebookに対する反トラスト訴訟が開始された。
米国議会議員に情報を提供する米国の公的シンクタンクである議会調査局は、2021年3月に発表した文書の中で、デジタル市場法をはじめとした欧州連合（EU）が主導する新しいデジタル規制が、米国経済への影響を強調しつつも、将来的なEUと米国の協力関係の源泉となり得ることを指摘している。